# Adoretus diversicolor
Adoretus diversicolor är en skalbaggsart som beskrevs av Ohaus 1914. Adoretus diversicolor ingår i släktet Adoretus och familjen Rutelidae. Inga underarter finns listade i Catalogue of Life.